# Francavilla di Sicilia
Francavilla di Sicilia ist eine italienische Gemeinde in der Metropolitanstadt Messina in der Autonomen Region Sizilien mit 3533 Einwohnern (Stand 31. Dezember 2023).

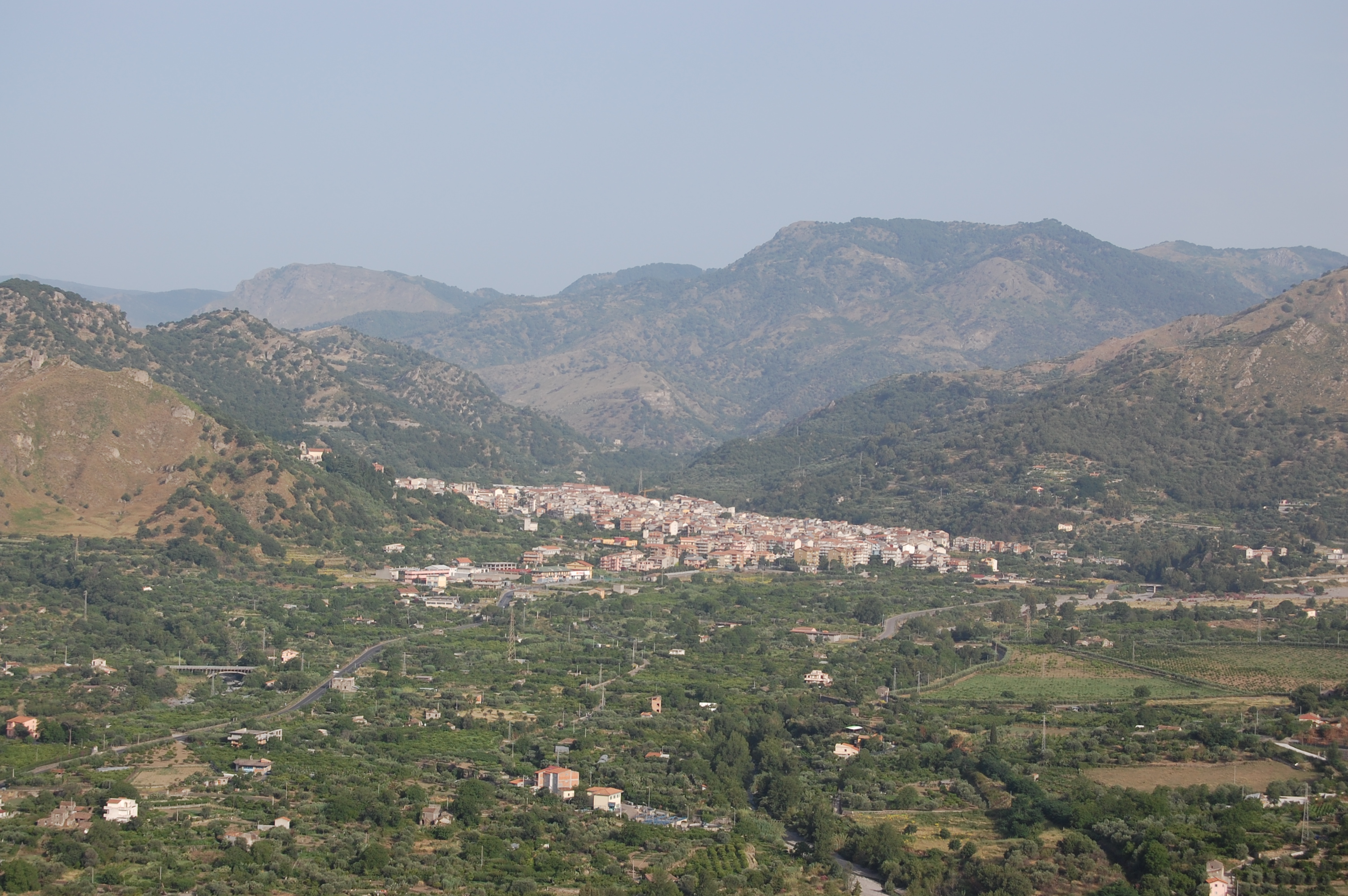
Francavilla e la Valle dell’Alcantara

## Lage und Daten
Francavilla di Sicilia liegt nördlich des Ätnas und etwa 50 km südwestlich der Provinzhauptstadt Messina im Alcantara-Tal. Die nächsten größeren Orte sind die Touristenhochburg Taormina, etwa 15 km weiter östlich an der Küste gelegen, und Randazzo, etwa 15 km weiter westlich im Landesinneren. Hier wohnen 4236 Einwohner, die hauptsächlich in der Landwirtschaft arbeiten.
Die Nachbargemeinden sind Antillo, Castiglione di Sicilia (CT), Fondachelli-Fantina, Malvagna, Montalbano Elicona, Motta Camastra, Novara di Sicilia und Tripi.

## Geschichte
Auf dem Gebiet der Ortschaft wurden bei Ausgrabungen Gegenstände gefunden, die bis in das 5. Jahrhundert vor Christus zurückführen. Im Jahre 1092 wurde das Kloster San Salvatore di Placa gebaut, in dessen Umfeld bildete sich der heutige Ort. Am 20. Juni 1719 fand die Schlacht bei Francavilla statt.

## Sehenswürdigkeiten

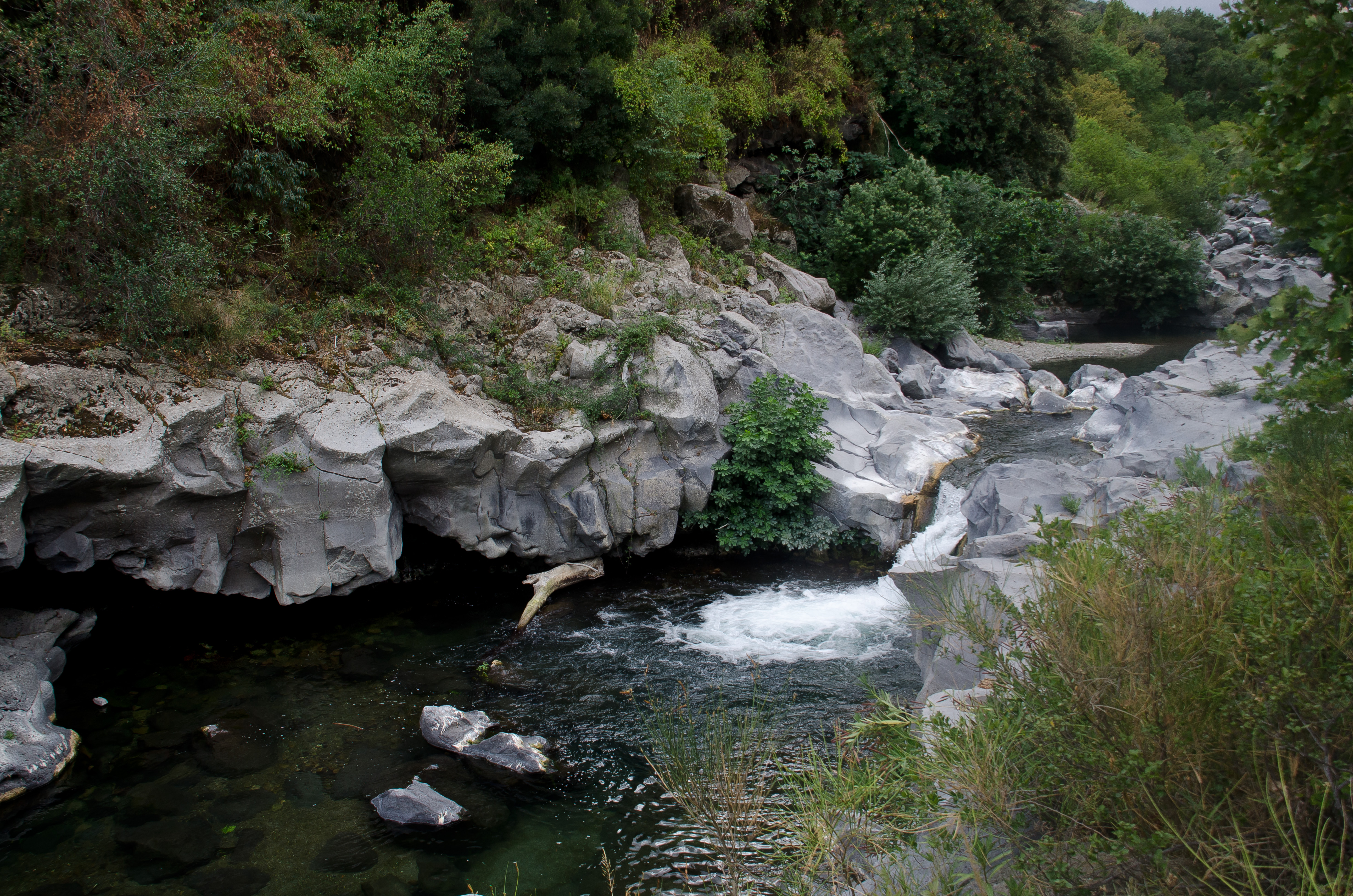
Le Gurne dell’Alcantara

- Gole dell’Alcantara: Schluchten des Alcantara-Flusses, der sich im Laufe der Jahrhunderte in das Lavagestein des Ätna gefressen hat. Der Fluss fließt durch das Stadtgebiet, die markanteste Stelle des Flusslaufes mit der teils höhlenartigen Schlucht liegt sehr nahe bei Francavilla, aber kurz außerhalb des Ortes auf dem Gebiet der Gemeinde Motta Camastra.
- Chiesa dell’Annunziata im Zentrum der Stadt.
- Kapuzinerkonvent am Friedhof.
- Ruinen der einst über dem Ort auf einem Hügel thronenden mittelalterlichen Burg.
- Ausgrabungen aus der Zeit der Griechen.
- Naturpfad zu den Gurne dell’Alcantara (Flusslauf mit kleinen Seen).

## Veranstaltungen
- Letzter Sonntag im August: Fest des heiligen Euplio
- 4. Dezember: Fest der Patronin des Ortes, der heiligen Barbara
- Karfreitagsprozession (alle 4 Jahre)
- Krippenspiele
- Karneval